# Nepi
Nepi è un comune italiano di 9 569 abitanti della provincia di Viterbo nel Lazio.

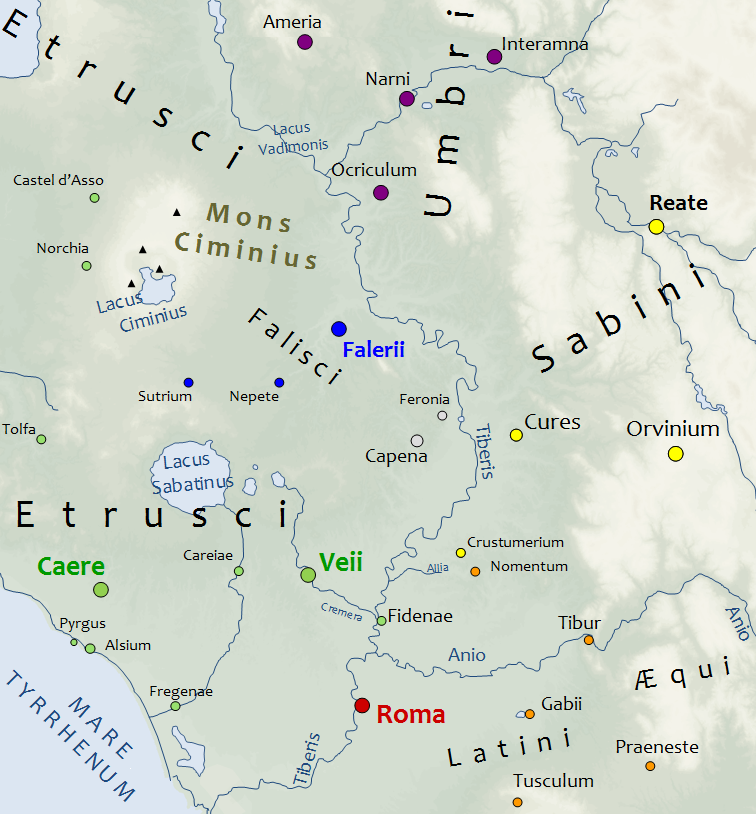
Posizione dell'antica Nepete nell'età regia di Roma.

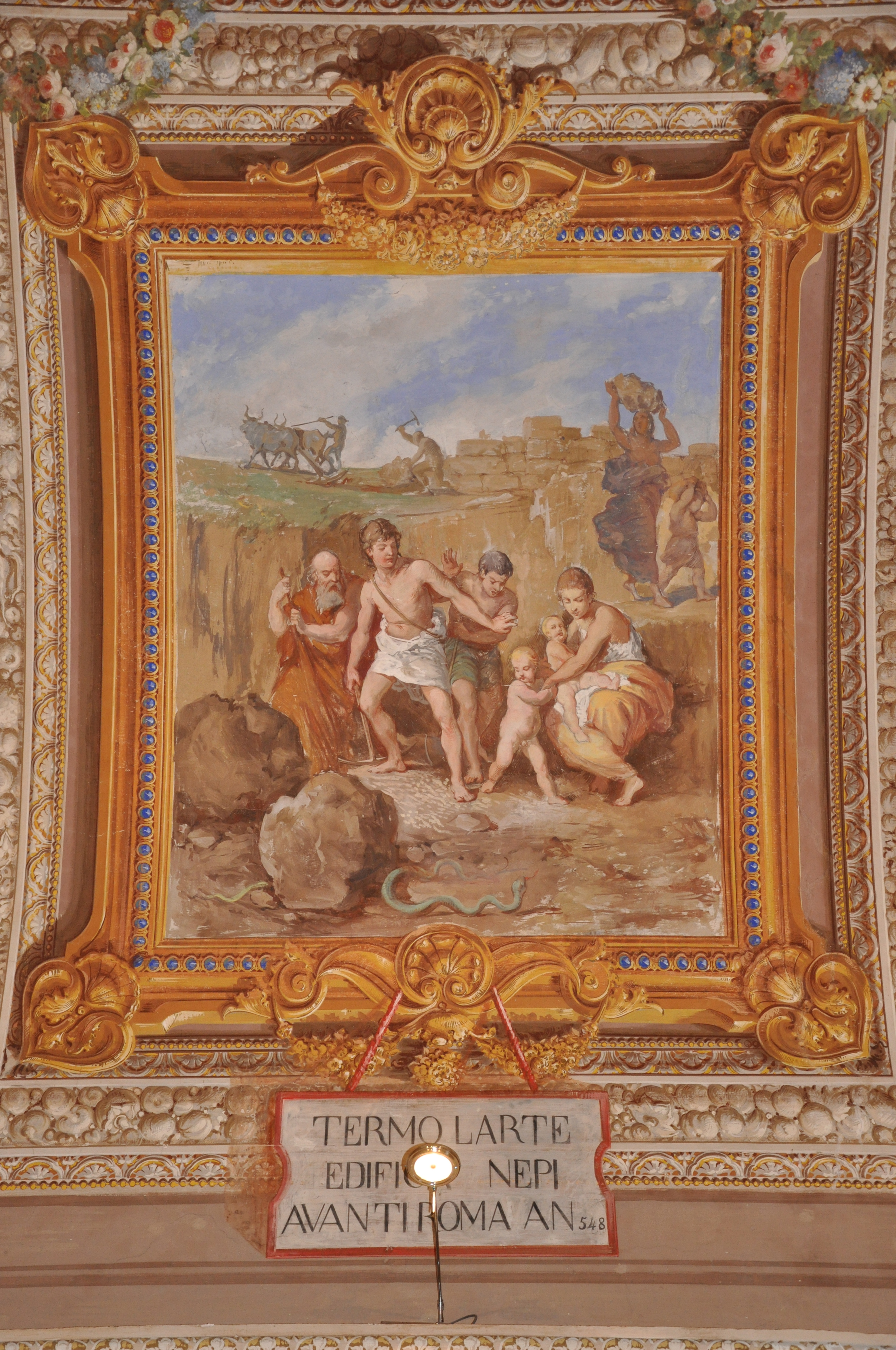
Termo Larte edifica Nepi 548 anni prima di Roma. Affresco del ciclo pittorico decorante la sala nobile del palazzo comunale di Nepi, dipinto da Domenico Torti e Ludovico De Mauro nel 1870

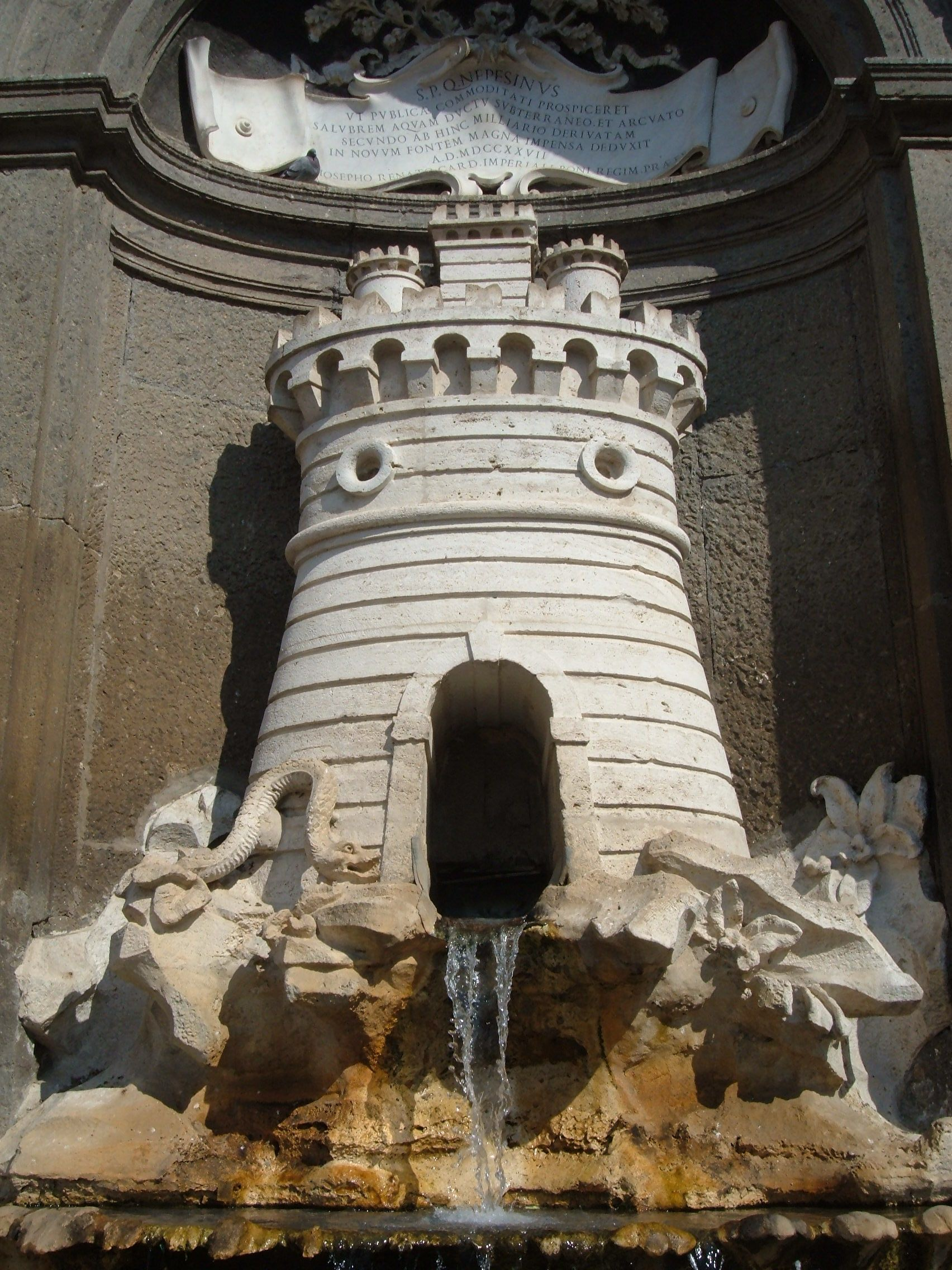
La fontana del palazzo comunale, scolpita nel travertino da Filippo Barigioni nel 1727. Raffigura lo stemma della città di Nepi: la torre con il serpente che si attorciglia ai suoi piedi

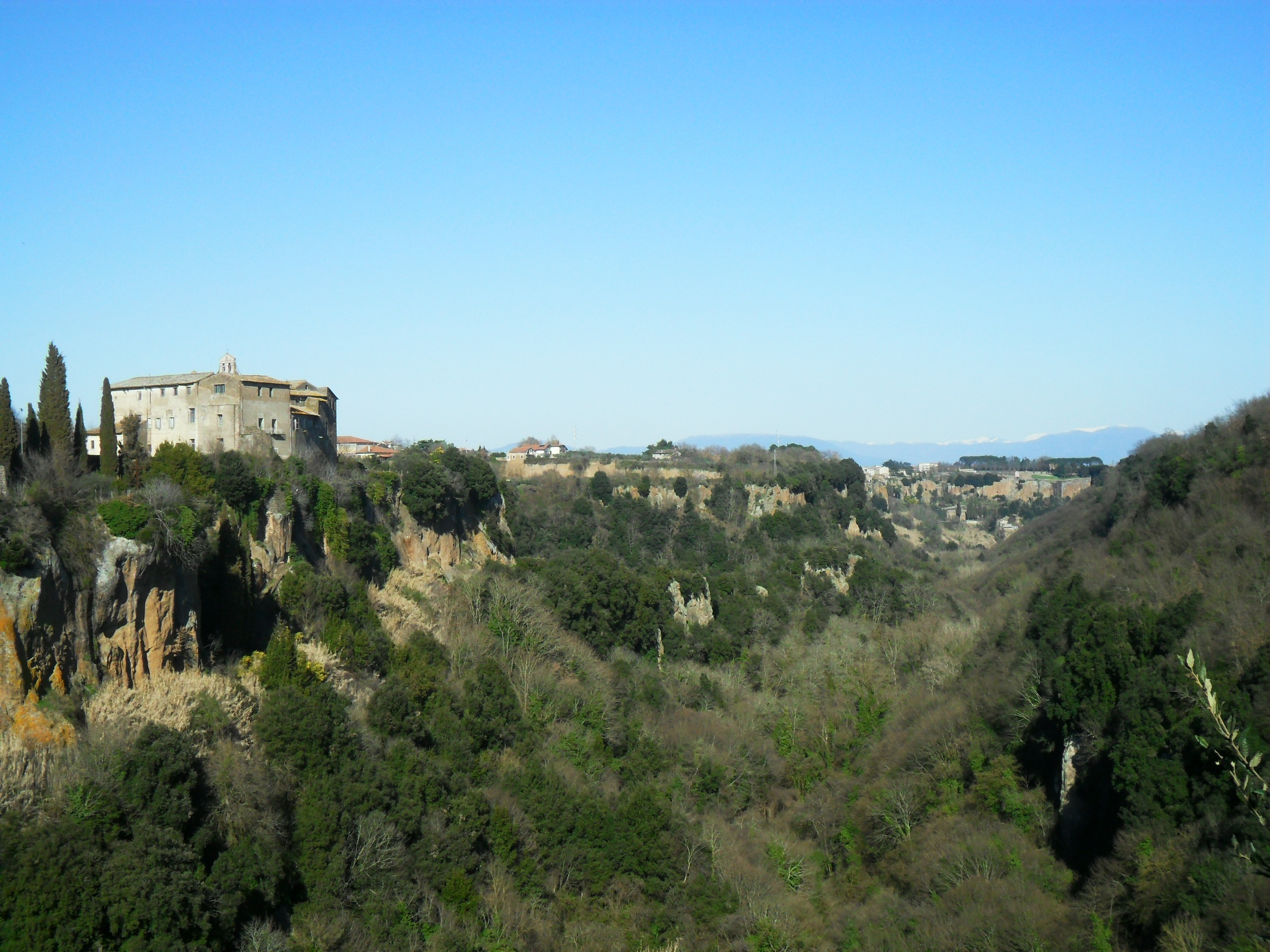
Veduta della Valle Suppentonia sotto il monastero di San Bernardo

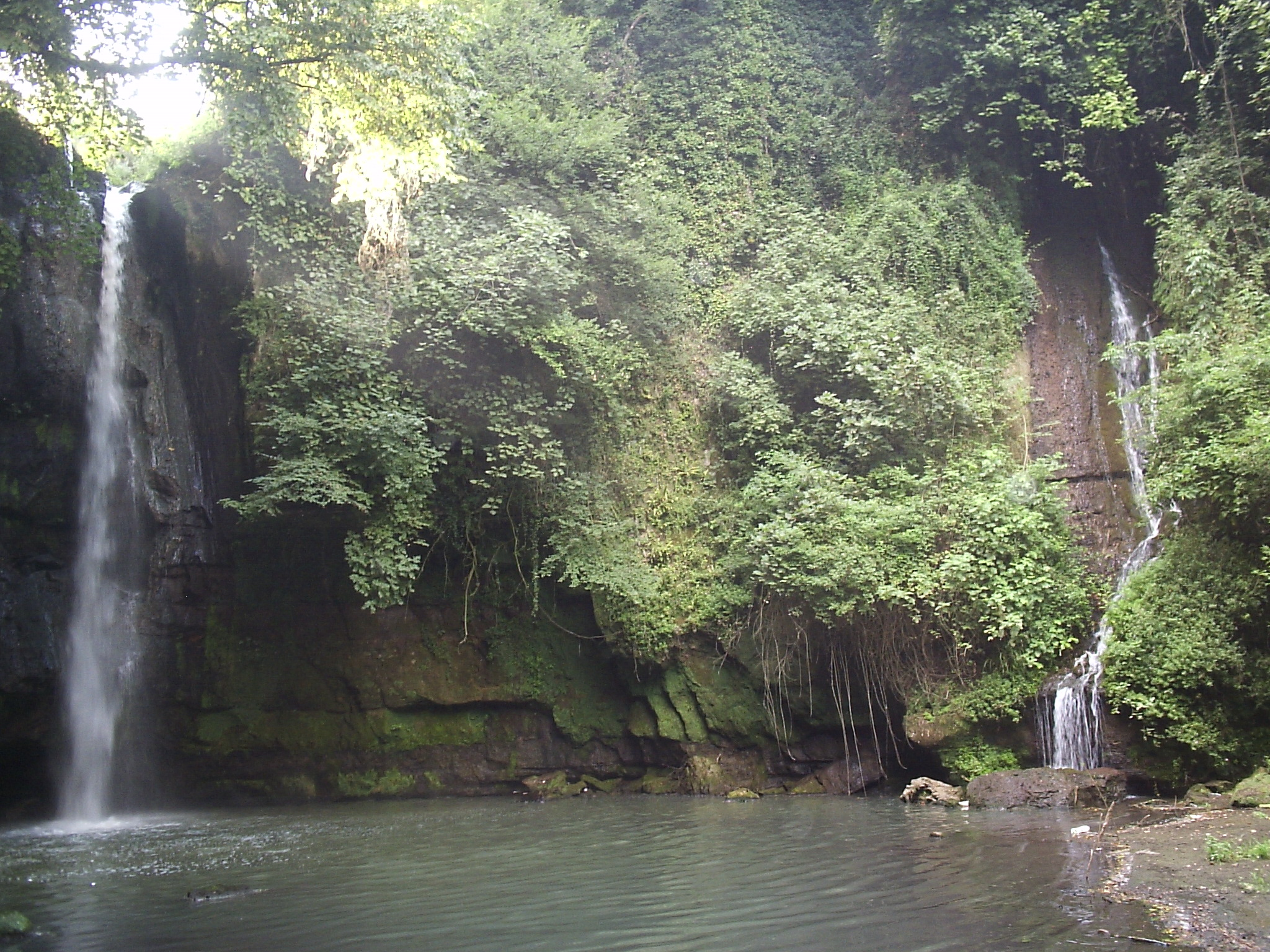
Le due cascate dette "Caduta del Picchio"

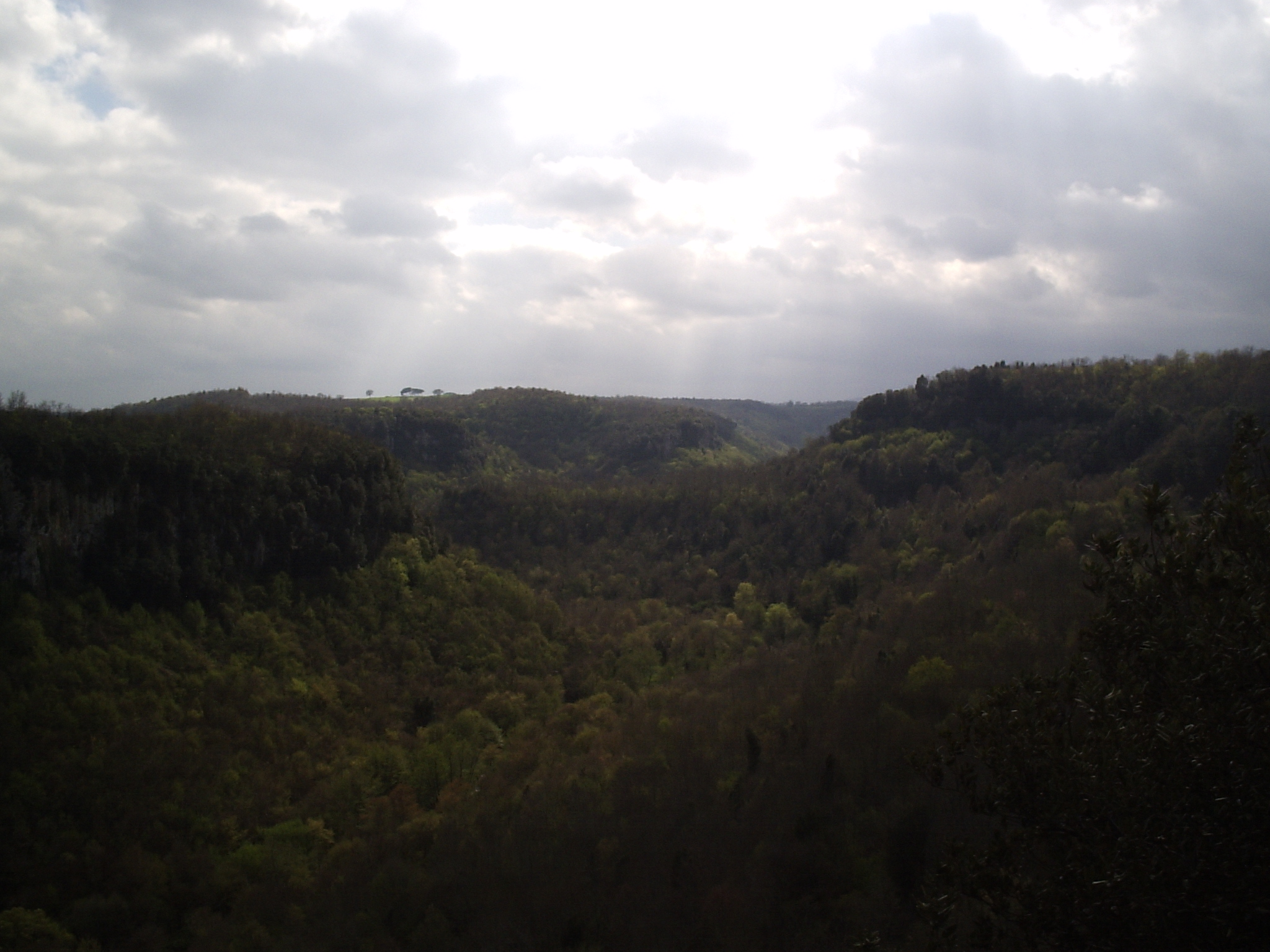
La forra nei pressi del castello d'Ischi

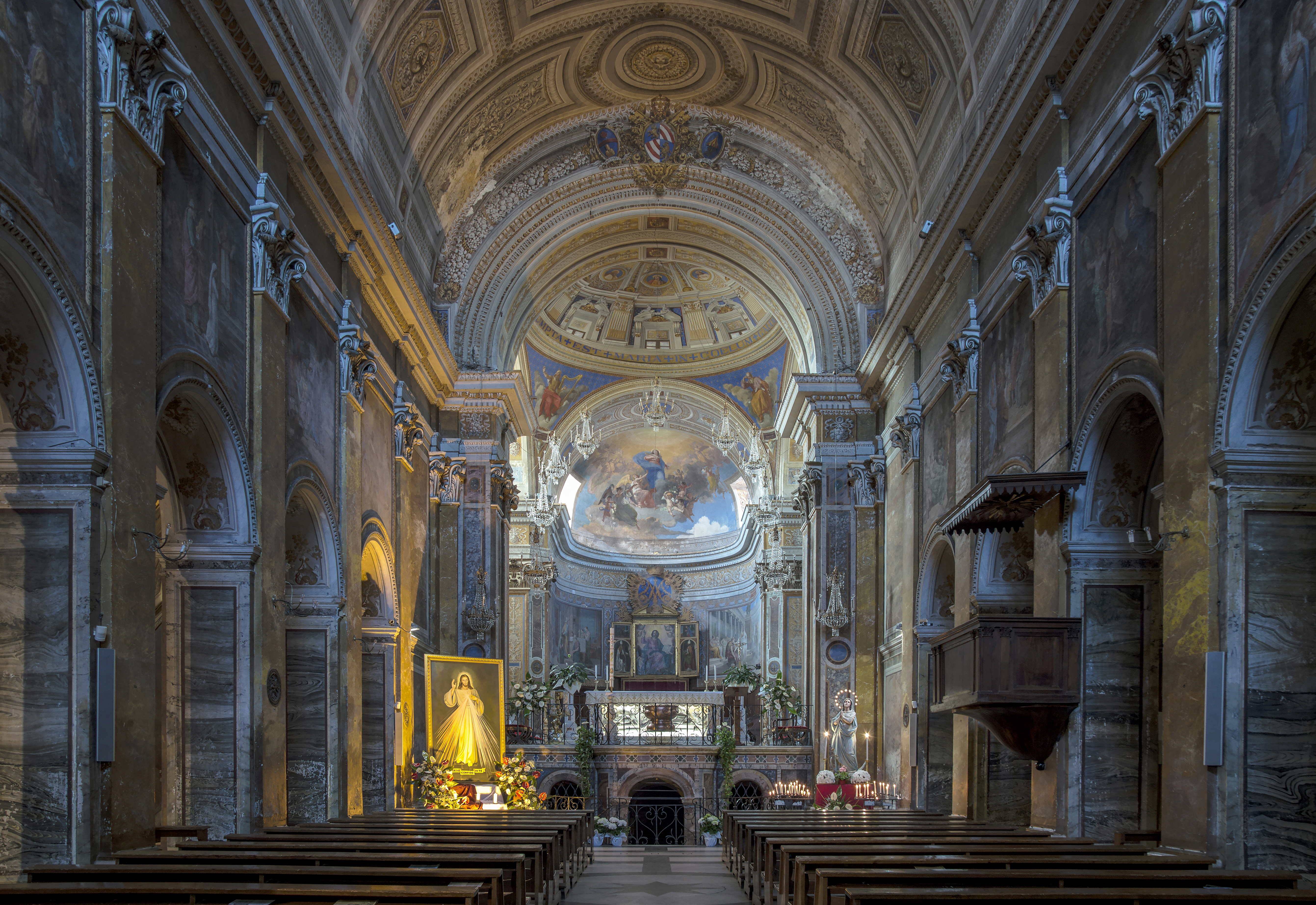
L'interno della basilica concattedrale

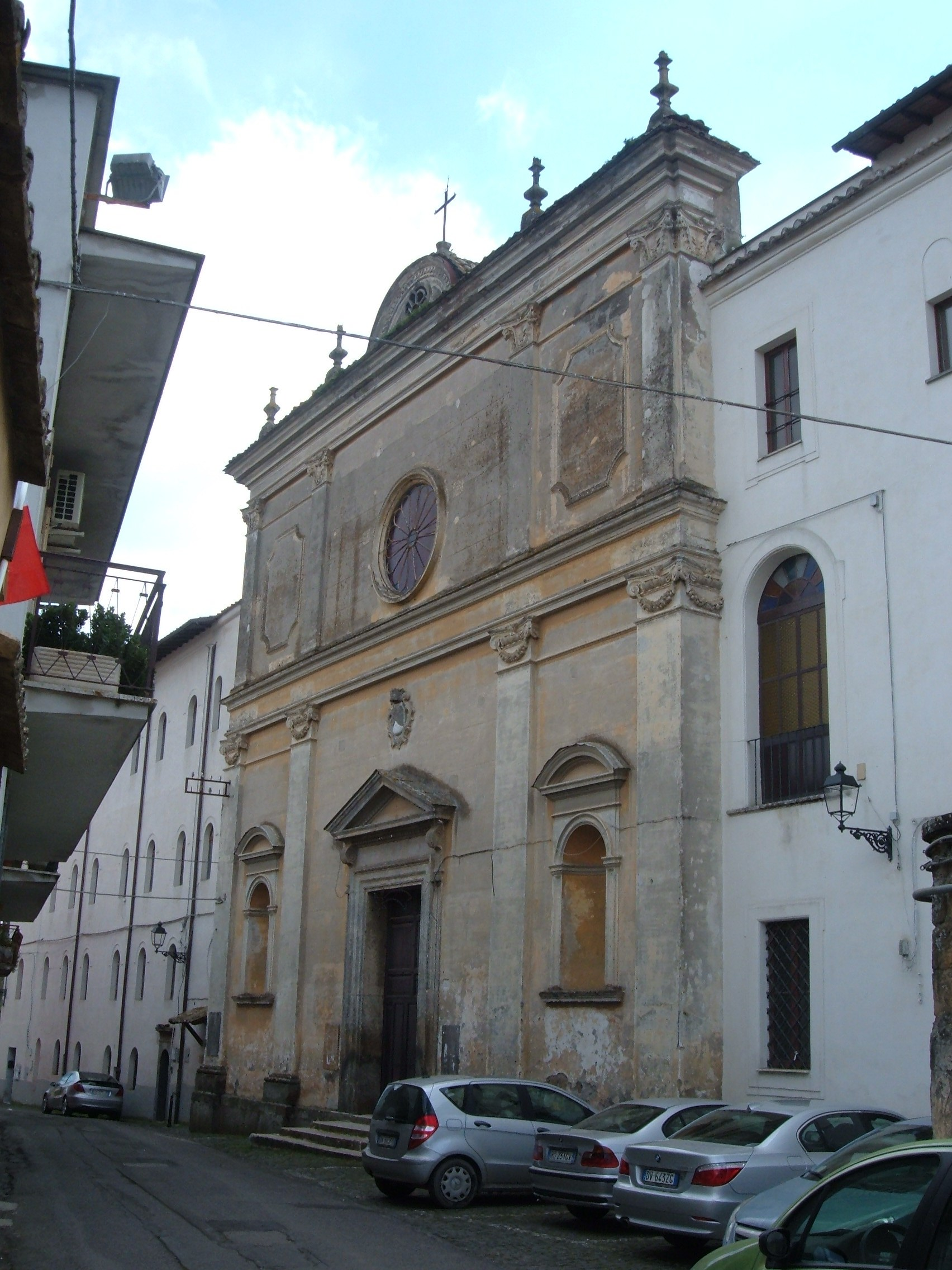
La facciata della chiesa di San Tolomeo, con l'attiguo monastero dei padri "Servi di Maria"

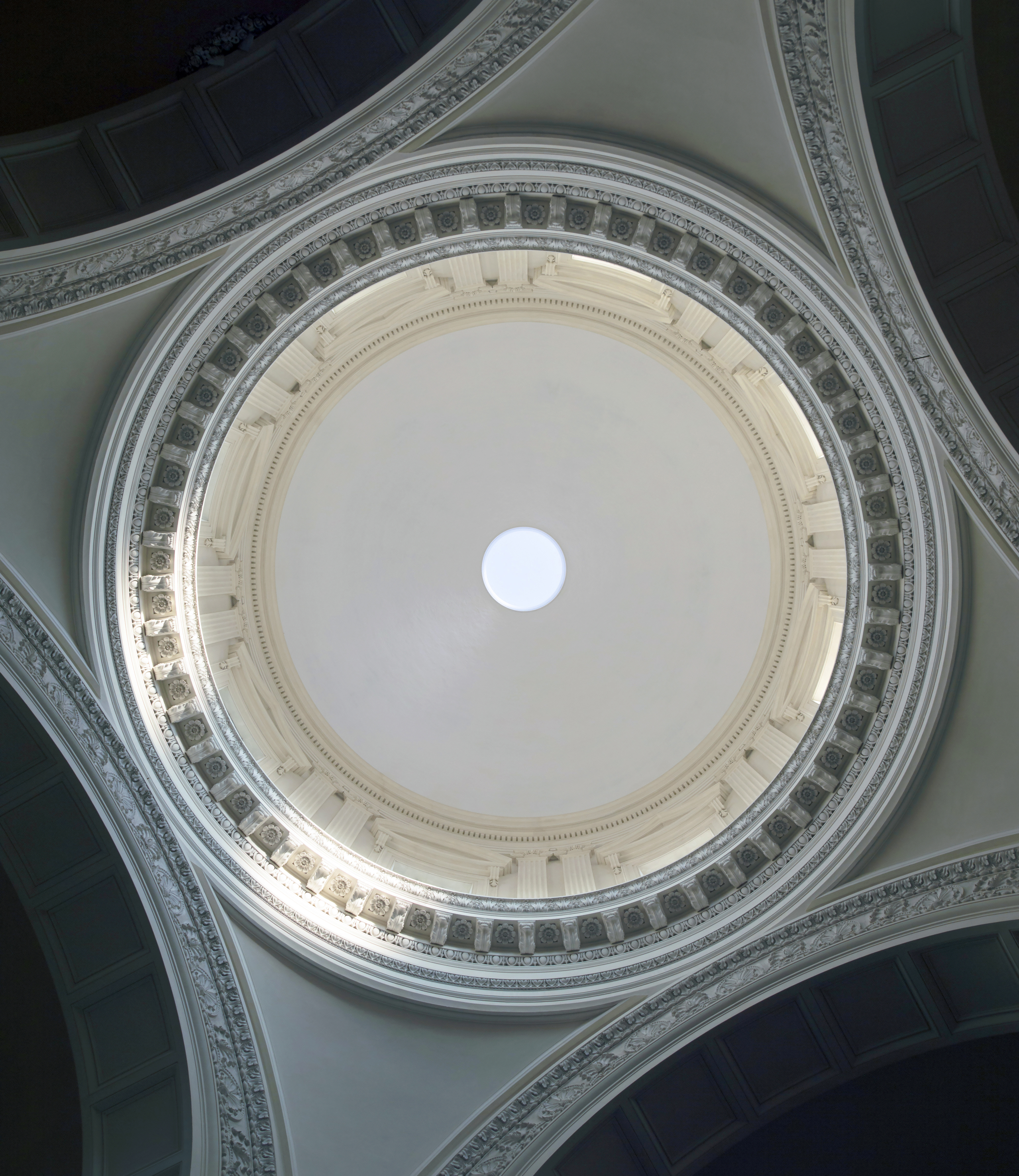
L'interno della cupola della chiesa di San Tolomeo

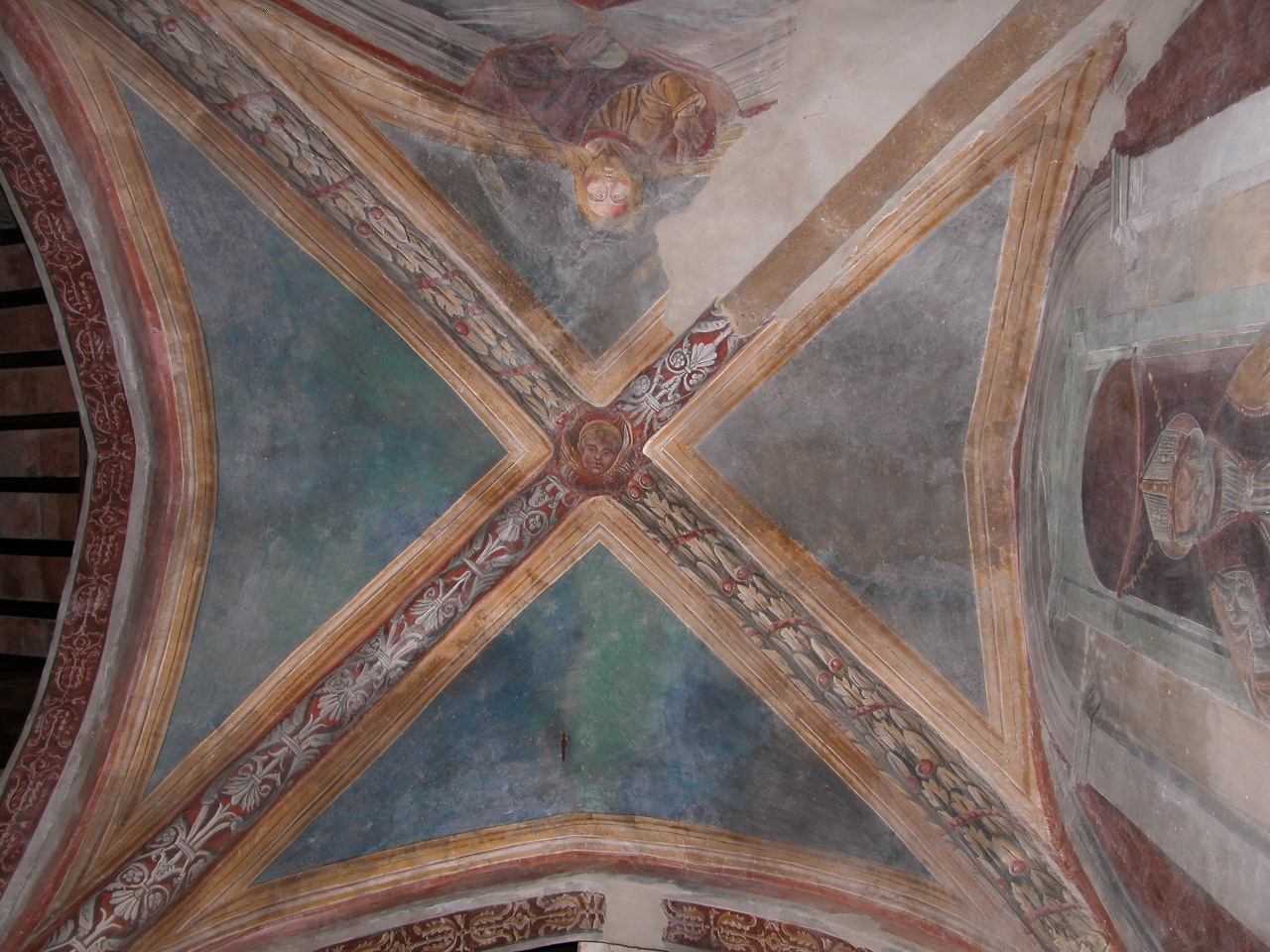
Volta a crociera affrescata del tempietto dedicato al Santo, nella chiesa di San Biagio, risalente al XV secolo

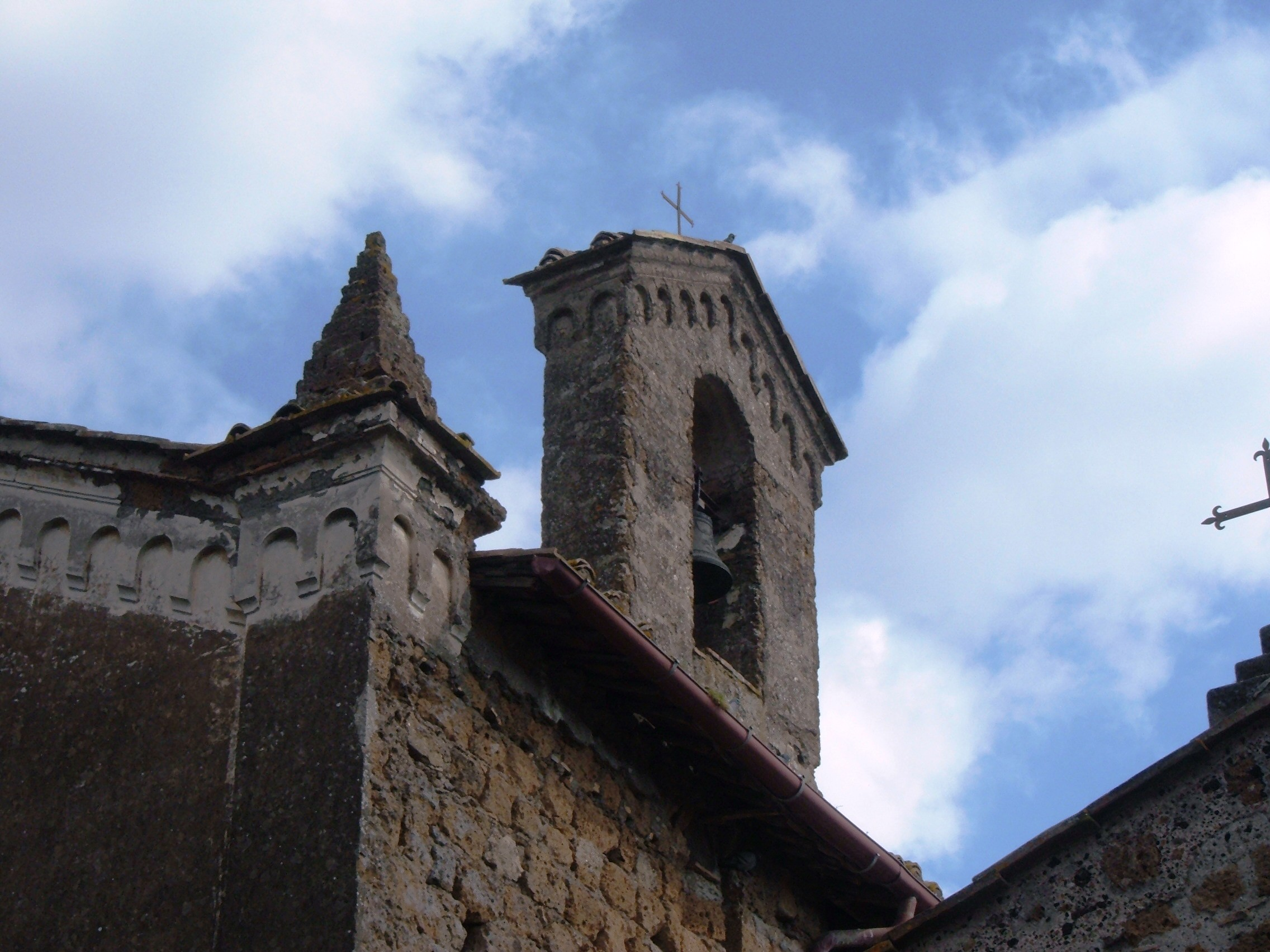
Dettaglio del campanile a vela della chiesa della Madonna delle Grazie

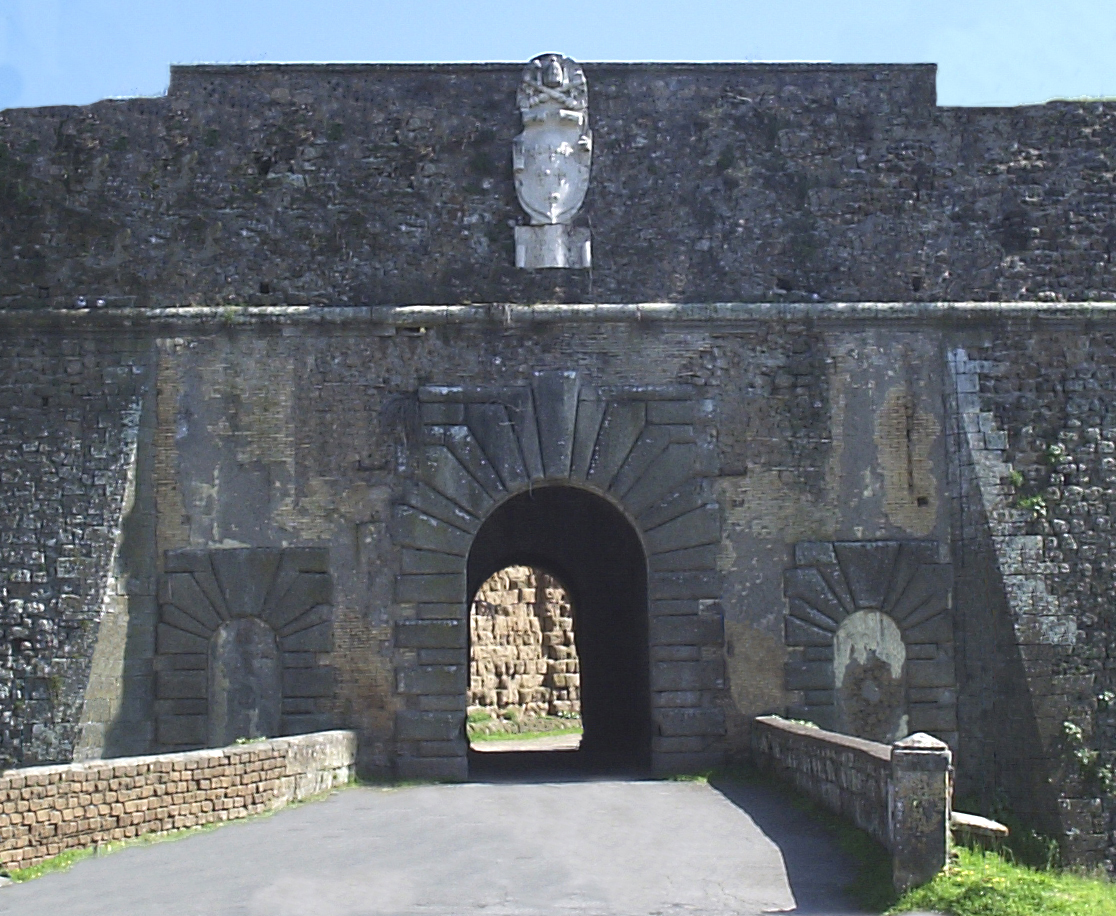
Porta Romana, varco di accesso principale alla città

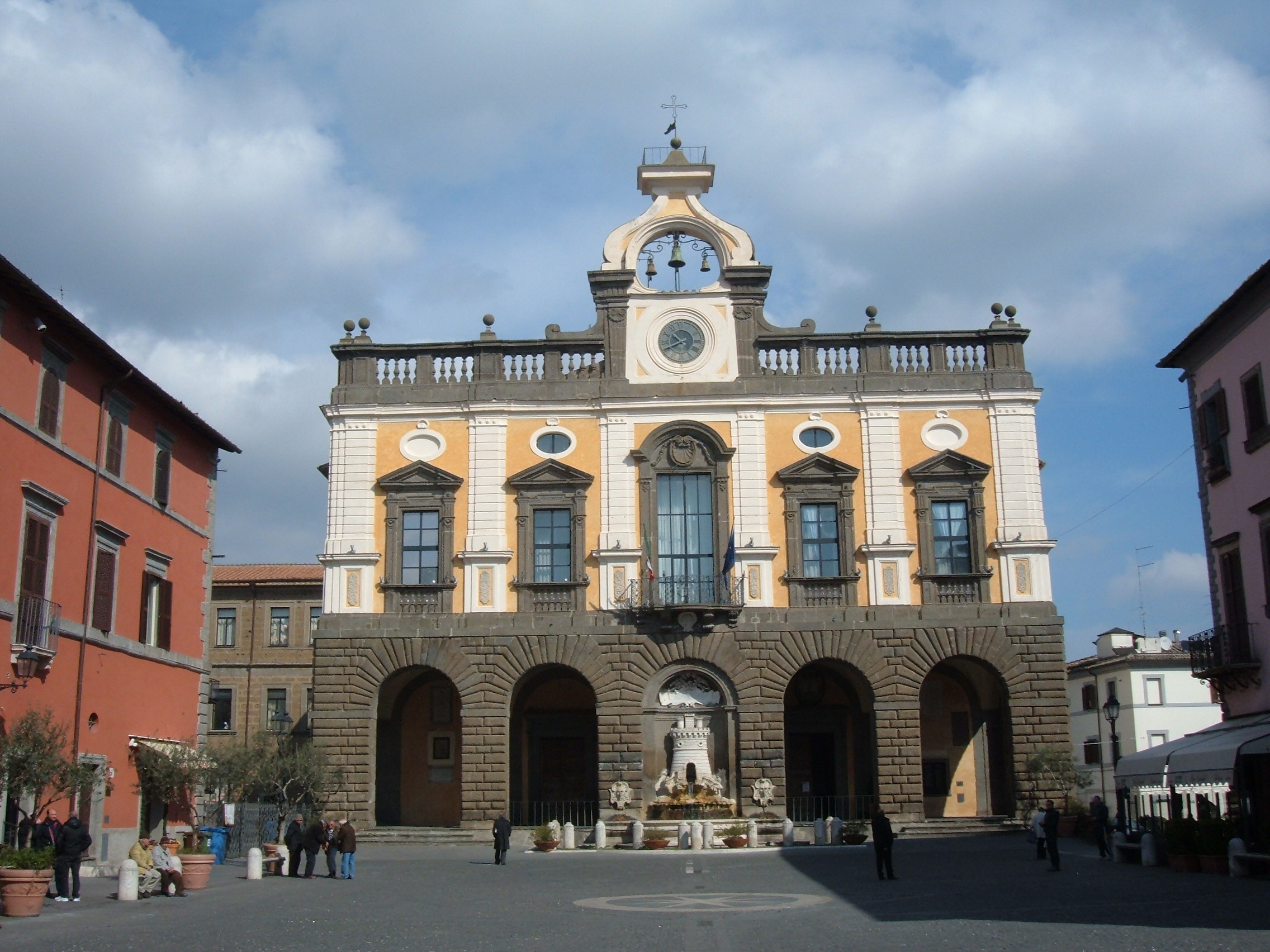
La piazza del comune su cui prospetta l'omonimo palazzo

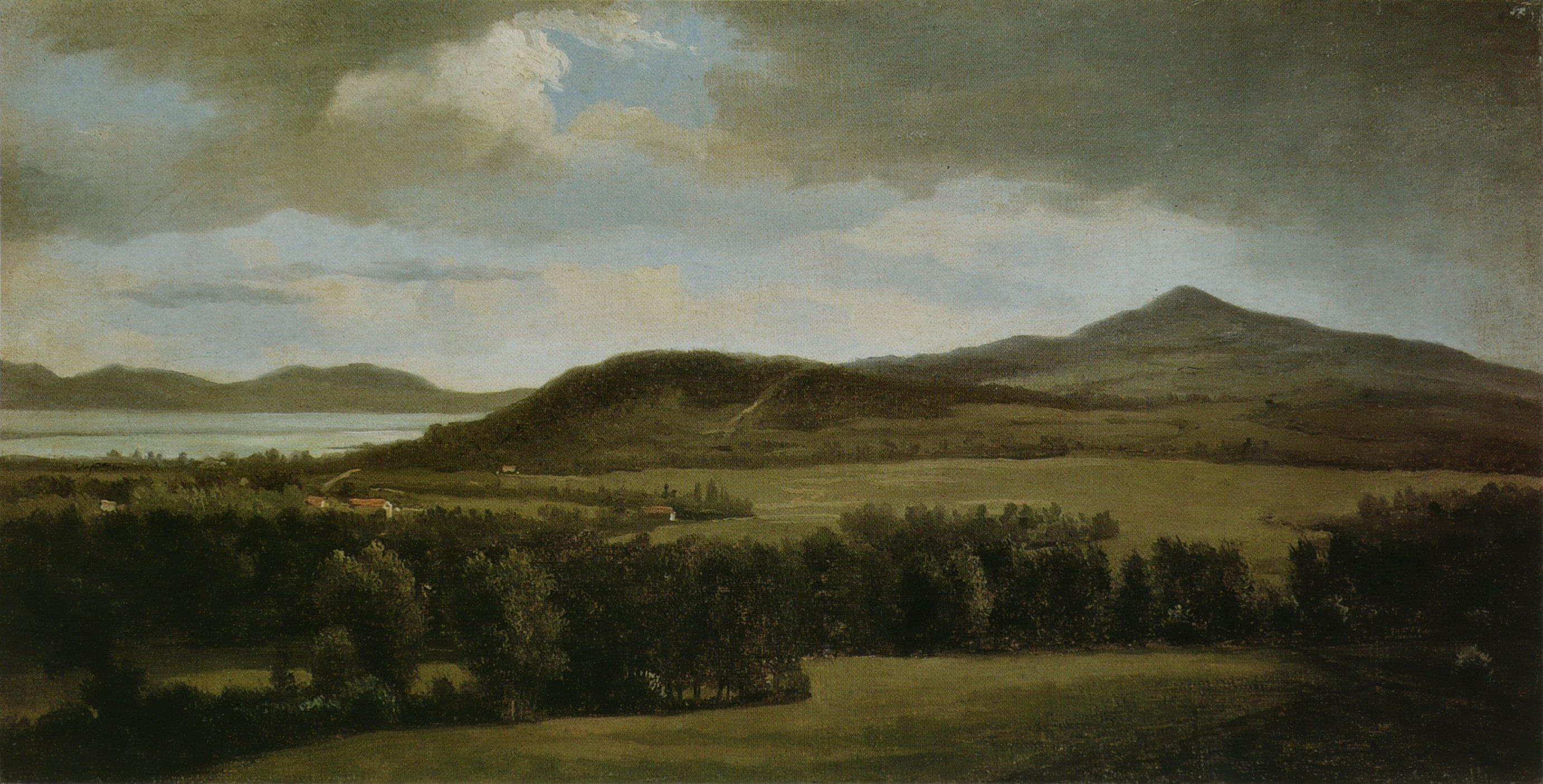
Massimo D'Azeglio, Colline nei pressi di un lago, olio su carta trasportato su tela, 1821, 23 × 44.8 cm, Galleria civica d'arte moderna e contemporanea, Torino. L'opera risale al soggiorno tra Nepi e Castel Sant'Elia del grande uomo politico e paesaggista. Il paesaggio lo ha dipinto dalla località nepesina di "Stracciacappe", il lago è quello di Bracciano. Sullo sfondo il monte più alto è la cima di "Roccaromana"

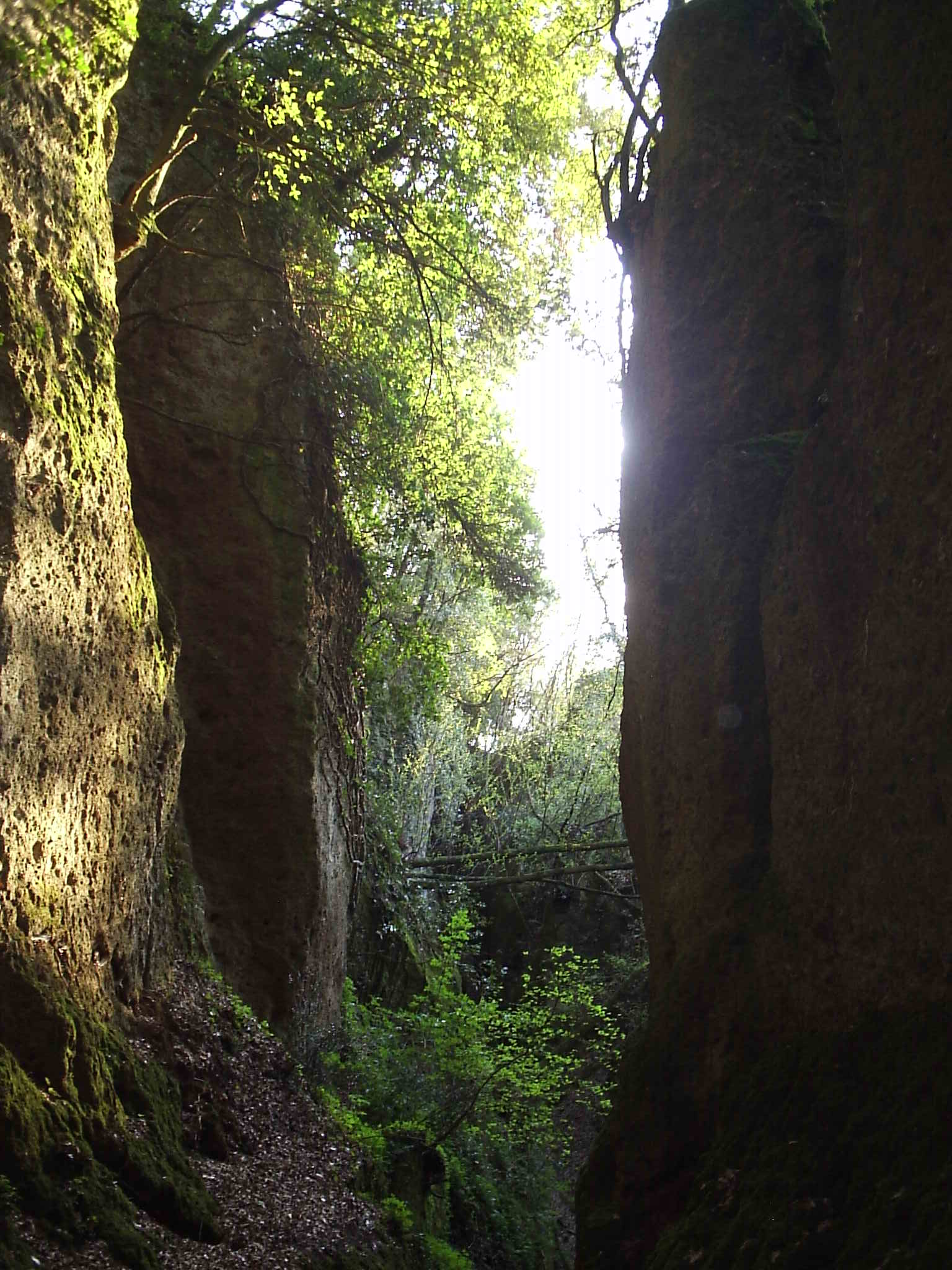
La via cava o "Tagliata" in località "La Massa"

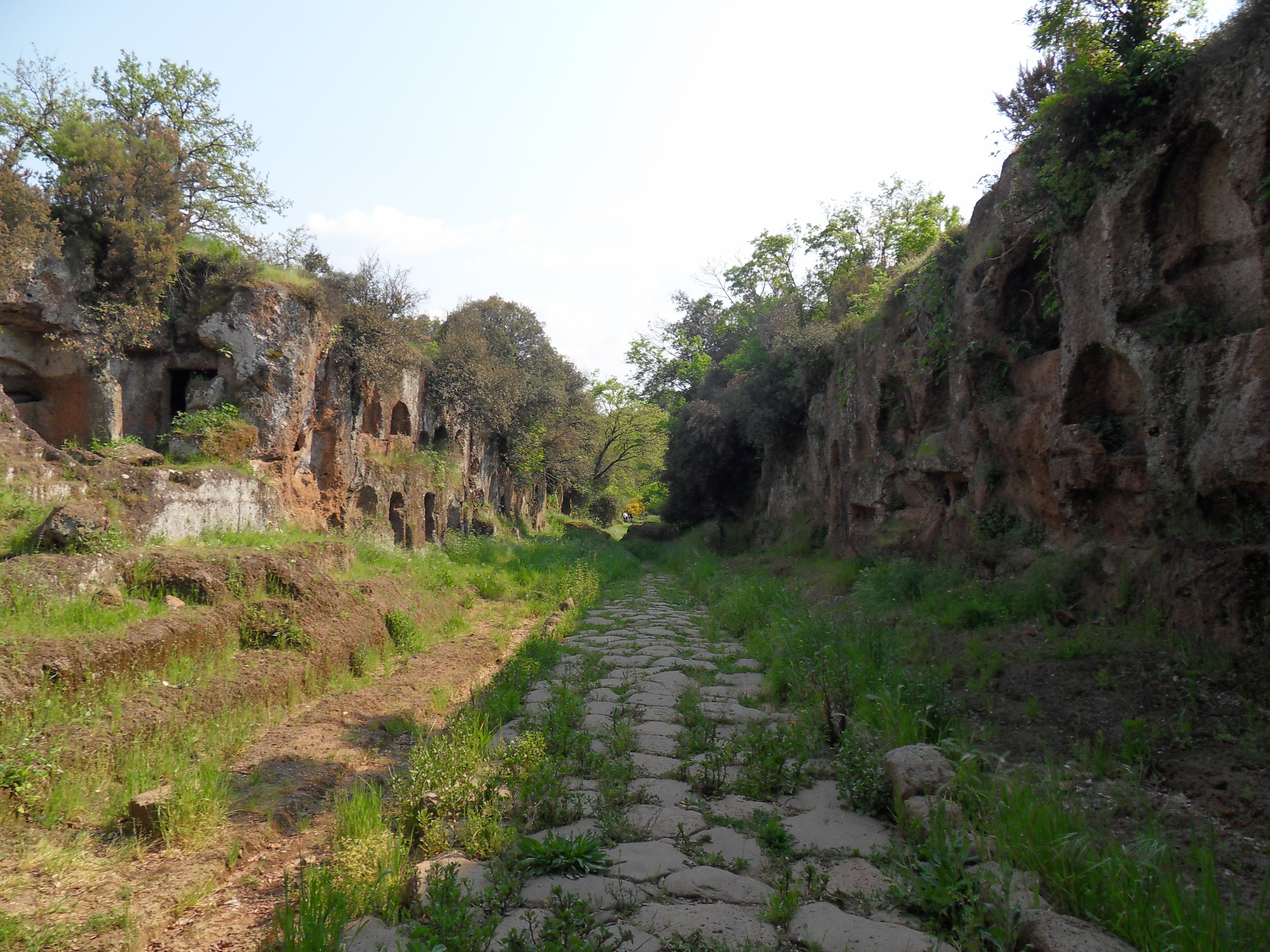
La necropoli di "Tre Ponti", presso il cosiddetto "Cavo degli Zucchi", una delle numerose vie cave percorse dal tracciato della via Amerina-Annia

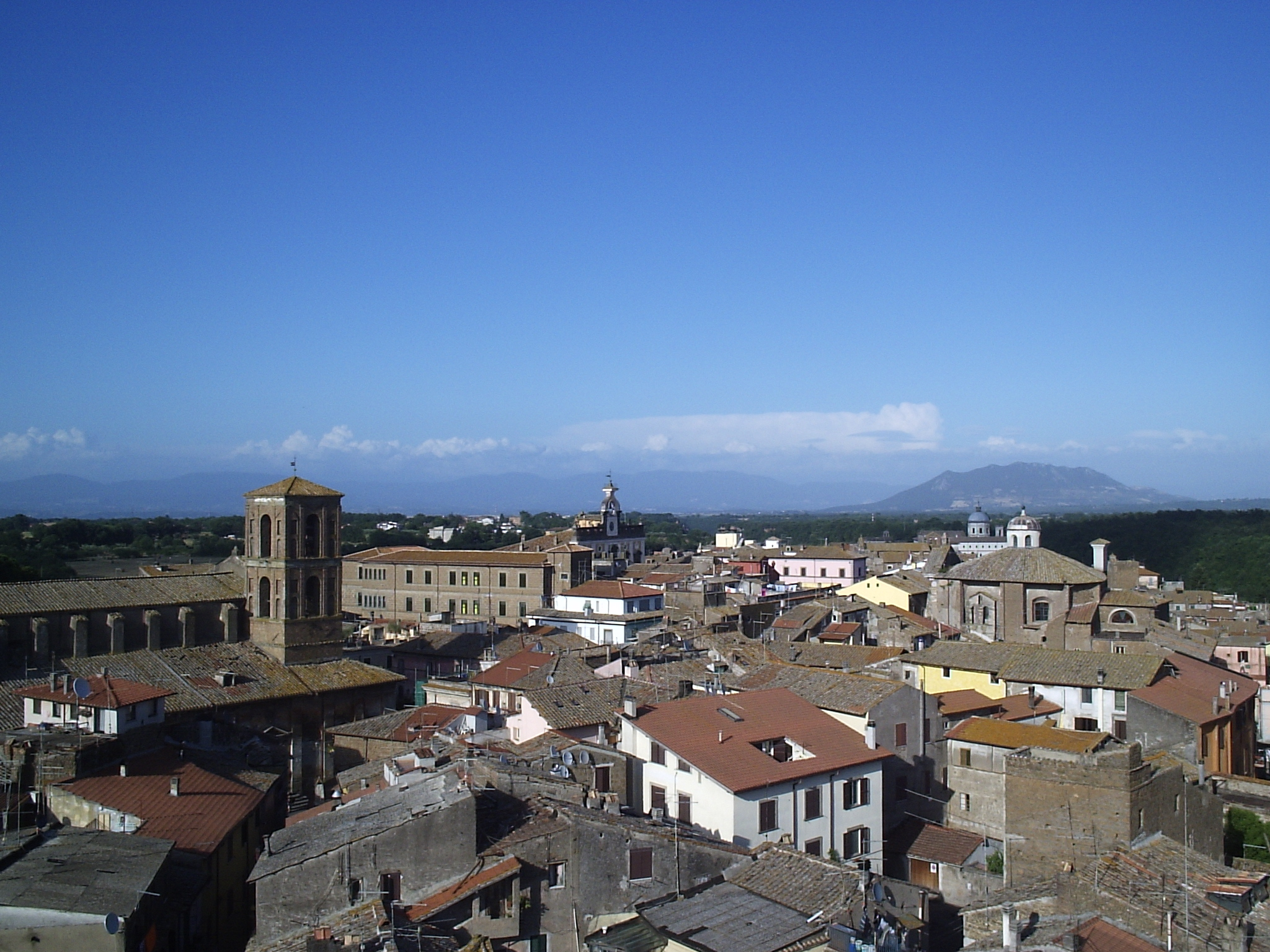
Vista del centro storico dal mastio della Rocca dei Borgia. Sullo sfondo il Monte Soratte

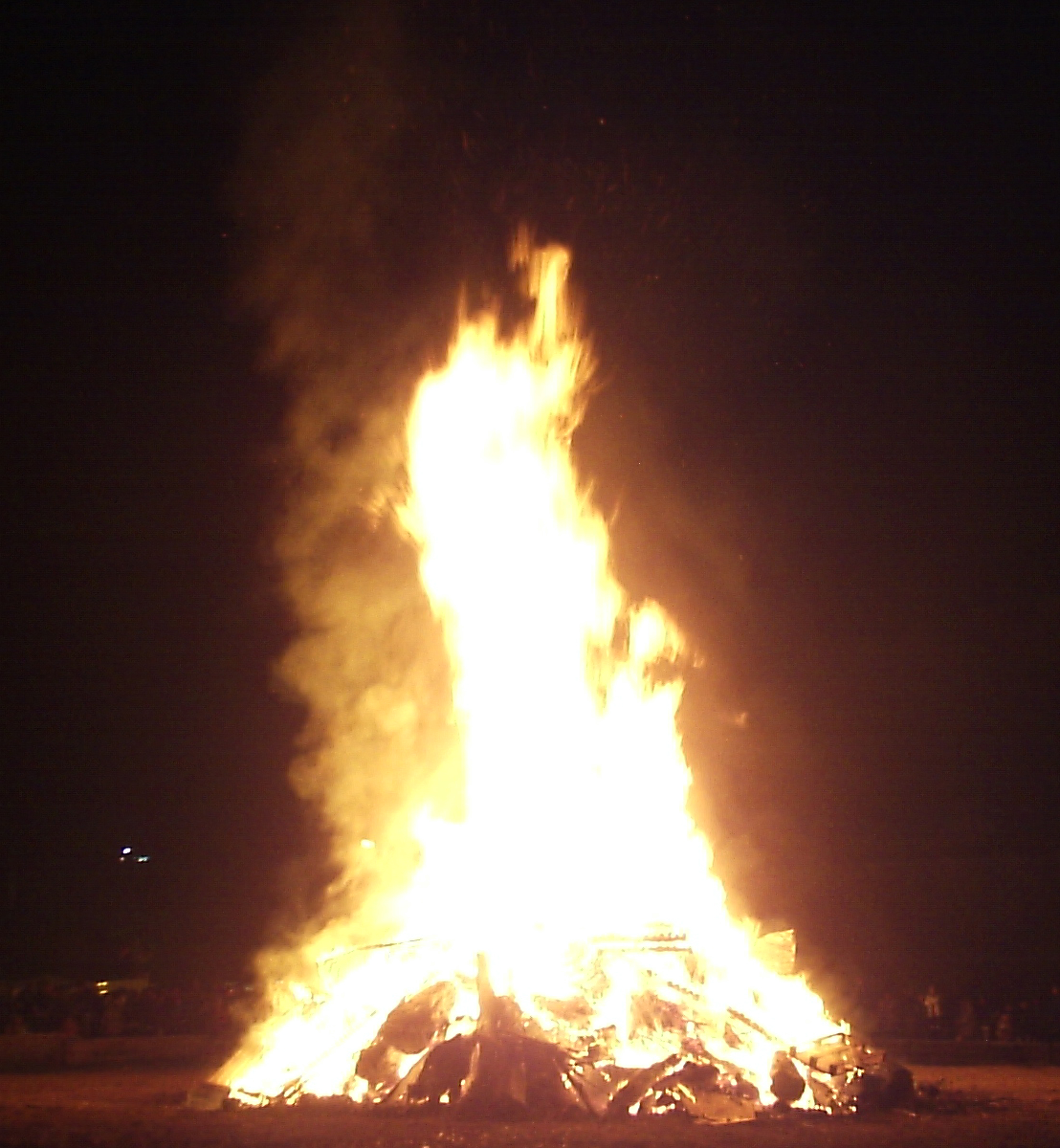
Il tradizionale "Focarone" di Sant'Antonio Abate

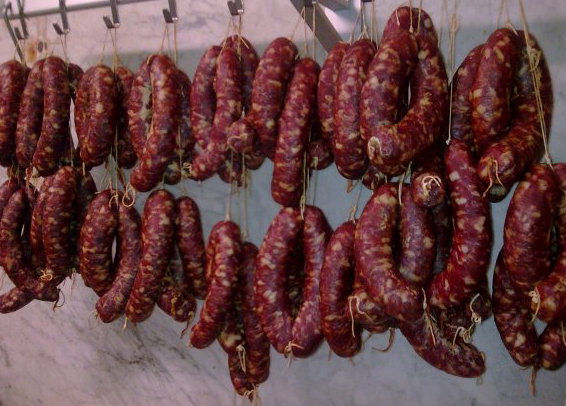
Il "salame cotto", uno dei tipici insaccati della cucina nepesina

## Geografia fisica

### Territorio
Il territorio comunale nepesino si estende su una vasta area nota come Agro Falisco, delimitato a sud e sud-ovest dai Monti Sabatini, a nord-ovest dai Monti Cimini e dalla Valle del Tevere a nord e ad est.
Benché il paesaggio dell'Agro Falisco appaia in lontananza come un'unica e piatta vallata, mossa solo da modeste collinette, l'immagine di questo territorio muta completamente non appena si decide di addentrarcisi, anche solo transitando sulle strade principali che lo attraversano. Profonde gole e burroni si aprono come squarci nel terreno. Luoghi suggestivi e spesso ancora selvaggi, caratterizzano fortemente il paesaggio di questi luoghi.
Le “Forre”, che rappresentano l'elemento geomorfologico caratteristico del territorio, sono delle larghe valli delimitate da pareti sub-verticali scavate dalla millenaria azione erosiva dei torrenti sul substrato vulcanico, depositatosi a seguito delle attività eruttive dei due complessi vulcanici, Vicano in misura maggiore, e Sabatino, datate tra 600.000 e circa 20.000 anni fa.  Il protrarsi dell'erosione da parte dei due corsi d'acqua confluenti facenti parte de bacino del fiume Treja, Rio Falisco a nord e Rio Puzzolo a sud, ha isolato uno sperone tufaceo di forma triangolare, delimitato da pareti sub-verticali, dove é edificato il centro storico del paese.  L'adattamento dell'uomo a questa morfologia, è la matrice degli sviluppi architettonici e soprattutto urbanistici di ogni insediamento nell'area. I "Cavoni", caratteristiche vie tagliate di epoca pre-romana, sono vie di comunicazione che univano le Forre coi pianori tufacei, costituiti da fenditure continue operate dall'uomo nella roccia vulcanica delimitate da pareti verticali.
In questo contesto si inserisce l'abitato di Nepi, città sorta in epoca antica. La morfologia stessa del territorio ha facilitato l'insediamento umano, avendo creato dei luoghi già di per sé difesi naturalmente e difficilmente accessibili. Inoltre la consistenza del tufo locale, ha favorito sin dalle epoche più remote la creazione di insediamenti rupestri e di necropoli.
Queste valli furono abitate sin dalla più remota preistoria. Numerosi sono stati infatti i ritrovamenti archeologici di utensili in pietra scheggiata e frammenti di vasi con segni di cottura. Questi insediamenti rupestri furono abitati quindi per lungo tempo, dal neolitico all'inizio dell'età del ferro. Al centro di questo territorio, si trova la Valle Suppentonia, ovvero la forra che partendo da Nepi, giunge fin quasi sotto Civita Castellana, dove il fosso del Ponte si getta nel Treja. La particolarità di questa lunga forra è quella di raggiungere dimensioni molto rilevanti, specie nei pressi di Castel Sant'Elia, superando in alcuni punti i cento metri di altezza. Le sue pareti spesso a perpendicolo, sono rivestite di una rigogliosa e spesso impenetrabile vegetazione; numerose sono le cascate formate dai torrenti che scorrono nel fondovalle.

### Clima
il clima è mite, umido in inverno e secco in estate.

## Origini del nome
Nepi: l'antica Nepet o Nepete, deriverebbe il suo nome dalla parola etrusca Nepa, ovvero acqua. Quindi Nepi è "città delle acque", tanto da portare i segni di questo ancestrale legame nel nome stesso. La leggenda della sua fondazione ci parla di un particolare serpente acquatico, adorato da questi antichi popoli come divinità, il quale uscì allo scoperto mentre il mitico fondatore Termo Larte era intento a tracciare il solco del pomerio del nuovo insediamento. Questo venne interpretato come simbolo di buon auspicio e la città venne consacrata alla divinità che aveva voluto manifestarsi proprio durante il sacro atto della fondazione. Un'altra interpretazione del nome vorrebbe collegarlo con una divinità mediorientale che aveva fattezze di scorpione, mettendo in relazione questo animale con la forma che i torrenti formano intorno allo sperone su cui sorge la città. Ancora un animale legato all'acqua. Serpenti, scorpioni; in ogni caso il rapporto fortissimo che da sempre Nepi ha avuto con l'acqua è evidente. La quantità di torrenti e fonti, d'acque ferruginose, solforose e minerali, di solfatare, ancora oggi palesa la caratteristica di questo territorio.

## Storia

### Fondazione
Numerosi ritrovamenti archeologici nel territorio circostante testimoniano il popolamento dell'area in epoche antiche. In particolare due insediamenti vicini alla città, il Pizzo e Torre Stroppa, sono fiorenti fino all’età del bronzo finale (XI secolo a.C.). Dopo un periodo di spopolamento, nel corso del quale i gruppi residenti contribuirono a formare la grande città di Veio e Poggio Sommavilla, durato circa un secolo, le tracce archeologiche indicano un inizio dell’occupazione dello sperone tufaceo di Nepi a partire dal secolo VIII a.C. Da questo momento e fino alla conquista romana il centro urbano di Nepi fu parte integrante del territorio narcense e le sue produzioni artigianali mostrano affinità con quelle della vicina Falerii (attuale Civita Castellana, i cui abitanti erano appunto i Falisci).

### Epoca romana
La prima notizia documentata è quella riportata da T. Livio, in cui si evince che nel 383 a.C. Nepi è alleata con Roma. L'epoca è quella in cui la nascente potenza romana sta via via conquistando le zone di influenza etrusca e falisca. Nepi e Sutri sono definite proprio da T. Livio «Claustra Etruriae» e «Antemuralis Etruriae» proprio per l'importanza strategica di questi due antichi insediamenti. Il periodo romano la vede diventare "municipium", città ricca e potente. Numerosi i resti archeologici a noi pervenuti di quel periodo. Le ville patrizie disseminate nel territorio, l'anfiteatro, le cosiddette "Terme dei Gracchi", mausolei lungo la via Amerina-Annia, cippi, statue e molteplici lapidi.
Durante la seconda guerra punica insieme ad altre undici colonie latine, rifiuta il suo supporto a Roma, ma come narratoci sempre da T. Livio, la conseguenza a questa decisione fu quella di pagare in doppia misura.

### Medioevo
Sede vescovile già nel IV secolo, come riportato nelle sottoscrizioni ai vari Concili romani. Saccheggiata più volte durante le invasioni barbariche, conobbe proprio nell'alto Medioevo un periodo di notevole splendore per il fatto di essere attraversata dalla via Amerina-Annia, unica arteria a congiungere durante le guerre greco-gotiche Roma a Ravenna. Riprova della sua importanza fu l'invio del nutrito esercito guidato dal duca Leonzio a difesa della città, da parte del pontefice S. Gregorio Magno.
Durante l'VIII secolo, Totone, nobile nepesino di stirpe longobarda, ricordato dalla storia quale Duca di Nepi, discese su Roma forte di un esercito, col quale assoggettò la città eterna divenendone Duca e interferendo nel conclave del 768, fece nominare papa suo fratello, che salì al soglio pontificio col nome di Costantino II. L'anno successivo il suo potere ebbe fine per mano dell'opposta fazione che uccise Totone e destituì suo fratello, che accecato finì i suoi giorni rinchiuso in un monastero.
Nel 915 i Nepesini sconfiggono in uno scontro decisivo i saraceni.
Nel 1002 moriva a Castel Paterno (all'epoca ricadente nel territorio Nepesino) Ottone III di Sassonia, restauratore del Sacro Romano impero, mentre cercava rifugio dall'incalzante opposizione delle nobili famiglie romane.
Nepi si costituì Libero Comune nel 1131, come testimoniato dalla lapide del primo patto comunale, conservata nel portico della Cattedrale. Nella lotta tra pontefice ed imperatore, Nepi fu di parte imperiale durante i regni di Alessandro II, Nicola II, Gregorio VII e Innocenzo II; caduta in mano ai papisti nel 1160, combatté contro il comune di Roma e nel 1244 venne assediata dall'imperatore Federico II. Divenuta possedimento feudale, passò in un primo momento ai prefetti di Vico e successivamente venne concessa agli Orsini, ai Colonna. Rodrigo Borgia, all'indomani della sua elezione a papa col nome di Alessandro VI la cedette al cardinale Ascanio Sforza, contraccambiando così il suo appoggio alla sua nomina. Ma a seguito della calata francese su Milano, il Pontefice tolse Nepi allo Sforza, la elevò al rango di ducato e la donò nell'anno 1499 alla figlia Lucrezia, la quale fu munifica amministratrice, amata e rispettata dalla popolazione. Dopo alterne vicende, Paolo III Farnese, la cedette a Pier Luigi Farnese, suo figlio naturale. Con la creazione del Ducato di Castro e Nepi, per questo territorio si ebbe uno dei periodi più floridi e prolifici.

### Epoca moderna
Numerose furono le opere improntate in questo breve lasso di tempo, che va dal 1537 al 1545. Con la nomina di Pier Luigi Farnese a duca di Parma e Piacenza, Nepi torna sotto il diretto dominio della Santa Sede e dichiarata indipendente durante il regno di Sisto V, quando potrà innalzare le insegne senatoriali: S.P.Q.N. Il 2 dicembre 1798 venne saccheggiata dalle truppe francesi in ritirata da quelle borboniche. Il 13 dicembre vi si svolse lo scontro fra i due eserciti, nel quale ebbe la meglio quello francese guidato dal generale François Étienne Kellermann. Nel 1805 ospitò Pio VII di ritorno da Parigi, mentre il 13 settembre 1870 fu occupata dalle truppe italiane e annessa al Regno d'Italia.

## Monumenti e luoghi d'interesse

### Architetture religiose
- La basilica concattedrale di Santa Maria Assunta. Da tempio pagano a basilica cristiana.
- La chiesa di San Tolomeo, anche detta del Rosario. Iniziata nel 1543 su progetto di Antonio da Sangallo il Giovane, per poter accogliere le reliquie dei santi martiri, ritrovate all'interno delle catacombe di Santa Savinilla. I lavori vennero però sospesi nel 1550 a seguito della partenza del committente Pier Luigi Farnese e per la morte del papa Paolo III. Le uniche opere realizzate fino a quel periodo erano le strutture di fondazione delle absidi e del monastero, e la cripta ottagona. Solo nel 1588 i lavori vennero ripresi improntando però un progetto ridotto rispetto al precedente. L'architetto fu Giovanni Antonio Garzoni da Viggiù, al servizio di Alessandro Farnese presso il suo palazzo di Caprarola. Successivamente vennero impiegati anche l'architetto Giovanni Rosa e Flaminio Ponzio, autore della facciata e del portale. L'edificio fu aperto al culto nel 1606. Nel 1892 venne aggiunta la volta a botte della navata, la cupola sulla tribuna e resa circolare l'abside. Sull'unica navata dell'interno si aprono tre cappelle per lato. Gli altari lignei sono tutti dei primi anni del Seicento. In fondo, la zona presbiteriale, rialzata su alcuni gradini, è delimitata da otto possenti colonne che sostengono la sovrastante cupola. Tre sono gli altari qui posti: quello maggiore, del 1654, conserva le reliquie dei santi martiri. Notevole la statua giacente di San Tolomeo, il cui autore fu Giovanni Francesco De Rossi nel 1664. A sinistra invece l'altare della Madonna del Rosario o "Della Vittoria". La grandiosa struttura in legno dorato venne realizzata per racchiudere l'immagine inizialmente su tela della Vergine, il culto della quale si lega con la storica battaglia di Lepanto. Nel 1695 venne posta una statua ancora oggi veneratissima. A destra si trova l'altare dedicato ai Sette Santi fondatori dell'ordine dei Servi di Maria. La tela, del pittore nepesino Sem Rossi, risale al XX secolo, mentre l'altare è del 1632, sempre in legno dorato e originariamente dedicato a San Domenico.
- La chiesa di San Biagio, probabilmente una delle più antiche della città. Dichiarata monumento nazionale, esisteva già nell'anno 950. Ad aula unica, con presbiterio rialzato al di sopra della cripta. Sulla parete destra una cappella con volta a crociera, con peducci e nervature con decorazioni tardogotiche. La grata posta sul pavimento di questo ambiente, permette di vedere le varie sepolture ritrovate durante l'ultimo intervento di consolidamento e restauro. Sul presbiterio a sinistra, il notevole tempietto votivo dedicato al Santo titolare. Elevato sul finire del XV secolo dall'"università" di Nepi, della quale si nota lo stemma ai piedi del San Sebastiano dipinto appena sopra la colonna. Nell'abside resti di affreschi databili al XIII secolo. Riconoscibili una Madonna, Sant'Egidio affiancato dal tradizionale cervo, i Santi Abdon e Sennen e altre figure non identificate. La sottostante cripta è sorretta da due colonne in marmo materiale di spoglio. Le voltine sono a crociera. Al centro un altarino sul quale si nota una crocifissione del XIV secolo, mentre a sinistra un affresco raffigurante la Vergine con Bambino affiancata da Santa Sofia e da un'altra Santa non identificabile. La facciata esterna della chiesa è molto semplice, ma arricchita dal portale di accesso costituito da resti lapidei di epoca romana, rilavorati in epoca medievale. Rimarchevoli sono le decorazioni fitomorfe degli stipiti, mentre l'architrave è ricavato da un sarcofago tardoimperiale. Al centro la dedica alla defunta Velia Midia Massimillia, sorretta da due genietti alati. A destra il busto-ritratto della donna, mentre nella parte sinistra un gruppo di putti vendemmiano e pigiano l'uva. Attigua a questo insigne monumento, è la chiesa della Madonna delle Grazie. Ad unica navata, ha il presbiterio chiuso da una cancellata risalente ai primi anni del Novecento. Della stessa epoca l'altare con piacevoli passaggi richiamanti fortemente lo stile Liberty. L'architettura racchiude l'affresco della Vergine in sacra conversazione coi santi Nicola e Egidio, opera forse del XVII secolo (le palesi manomissioni e restauri poco consoni dei secoli successivi ne rendono molto difficile una datazione certa). Sotto la cantoria all'ingresso, l'acquasantiera è costituita da un cippo funerario tardoimperiale. La facciata, conserva un bel portale romanico in travertino e peperino, sottolineato da due agili colonnine addossate alla strombatura.
- La chiesa di San Pietro Apostolo, esempio di architettura tardo barocca.
- La chiesa di San Giovanni Decollato. Costruita nel 1564 dall'omonima Confraternita. Ospita al suo interno pregevoli opere d'arte.
- Chiesa di Santa Croce
- Chiesa di San Silvestro Abate (Carmine)
- Chiesa e convento di San Bernardo
- Chiesa di San Rocco
- Chiesa dei Santi Vito e Modesto
- Chiesa di San Godiziano o Feliziano. La piccola cappella posta sulla via del cimitero, esisteva già nel 398. Essa sorge all'interno di un evidente rudere di epoca romana in "opus coementicium", forse una cisterna.
- Chiesa della Madonna dell'Umiltà (loc. Umiltà)
- Chiesa di Sant'Eleuterio (sconsacrata, adibita a sala parrocchiale)
- Chiesa di Santa Maria degli Angeli (annessa al vecchio Seminario)
- Chiesa Santa Famiglia (loc. San Bernardo)
- Chiesa e convento della Madonna della Consolata (casa generalizia delle Suore Missionarie, loc. Settevene)
- Chiesa di Sant'Antonio (loc. Settevene)
- Chiesa di San Paolo (loc. Colle Lidia)

### Architetture civili
- La Rocca dei Borgia. Circondata da possenti mura, è attraversata dall'antica via Amerina. Suoi ospiti furono nelle varie epoche Lucrezia Borgia, suo fratello "Il Valentino", ed i papi Alessandro VI e Paolo III.
- Il palazzo comunale, iniziato da Antonio da Sangallo il Giovane nel 1542 e dopo alterne vicende terminato nel 1744 dall'architetto Michele Locatelli.
- L'Acquedotto, opera idraulica terminata nel 1727, costituisce uno dei luoghi più suggestivi e pittoreschi dell'intera città.
- Palazzo Celsi (via Garibaldi). Edificato dal nobile Ascanio Celsi durante il periodo farnesiano. Notevole esempio di architettura sangallesca, con la sua splendida e lineare facciata. La pianta è quella del palazzo a blocco con corte aperta. Il portale d'ingresso è decorato da un elegante bugnato, mentre le finestre del piano terra sono un tipico esempio di inginocchiata. Al piano nobile, a cui si accede con una monumentale scala in peperino, numerose sono le sale affrescate da artisti della seconda metà del XVI secolo. Rimarchevole il salone principale, con le raffigurazioni degli dei dell'Olimpo e con l'enorme camino, sulla cui cappa è affrescato il dio Vulcano che forgia nella sua fucina. Della Famiglia Celsi un Aulo, nel 1425, fu nominato Vice-Governatore della Legazione di Viterbo (il Governatore era sempre un prelato); fu lungamente l'unico cittadino della Tuscia arrivato alla più alta carica della Provincia pubblica consentita ad un laico, fino alla nomina del nobile Arcangelo Sansoni - altro nepesino - alla medesima carica nel 1819.
- Palazzo Sansoni (via Garibaldi). Elegante edificio cinquecentesco caratterizzato dal loggiato a quattro arcate in mattoni di cotto sulla facciata corta che guarda verso la piazza del comune, elemento architettonico aggiunto nel XVIII secolo. La facciata fu invece portata avanti, riducendo quindi l'ampiezza del portico, intorno al 1855 per volere del nobile Antonio Sansoni (figlio di Arcangelo e di Teodora dei marchesi Tiberi) e di sua moglie Isabella dei conti Vincentini, su progetto dell'Architetto Apolloni Ghettj. Notevole il cortile, porticato su un lato e arricchito da una pregevole fontana. Il portale bugnato è in peperino. La struttura rinascimentale è sovrastata dalla parte terminale di una torre medievale, poco visibile in realtà per via delle successive superfetazioni. Questo palazzo ospita membri della famiglia Sansoni dal 1520.
- Palazzo Pisani. Attiguo a Palazzo Sansoni, si trova quest'altro esempio di architettura civile della metà del XVI secolo. Vi si accede tramite un ampio portale bugnato che dà accesso ad un cortile porticato sul lato in fondo. Uno scalone dà accesso al piano nobile. Una targa sul pianerottolo, ricorda l'ospitalità offerta a Papa Pio VII nel 1805, mentre ritornava a Roma, dopo essere stato prigioniero in Francia durante l'ultimo periodo napoleonico. In quel periodo usufruttuario del palazzo era il nobile Arcangelo Sansoni.
- Palazzo Savi (via Termo Larte). Posto lungo il ciglio della forra a sud della città. L'edificio di epoca medievale, è stato arricchito nel XVI secolo di decorazioni architettoniche in linea con il nuovo stile che si andava affermando. Ariosa la loggia, sostenuta da beccatelli che la fanno sporgere dalla parete.
- Palazzo Floridi (via Tor di Floridi). Ancora un palazzo d'epoca medievale, di cui addirittura si conserva la svettante e compatta torre in blocchi regolari di tufo. Nel Cinquecento l'architettura sangallesca si impone a ridisegnare la lineare facciata, col suo portale bugnato e le aperture simmetriche. Questo palazzo è stato la residenza nepesina dei conti Floridi dal X al XIX secolo, famiglia dell'antico baronaggio romano.
- Palazzo Melata (via Tor di Floridi). Raro esempio di barocchetto romano nell'architettura civile a Nepi. Il portale e le altre aperture sono arricchite di stucchi a formare cornici, ghirlande e stemmi.

### Architetture militari
- I Bastioni Farnesiani, progettati intorno al 1540 da Antonio da Sangallo il Giovane. Il Vasari nelle sue "Vite", definì quest'opera "inespugnabile e bella".
- Le torri medievali. Numerose sono le torri sopravvissute ai secoli e agli sventramenti rinascimentali. In molti casi quindi, queste alte strutture sono quanto resta delle cosiddette "case torri" d'epoca medievale, periodo nel quale le varie famiglie si osteggiavano l'un l'altra per l'acquisizione del potere in città e le loro residenze divenivano quindi segno di prestigio e potenza. Le torri a noi giunte, sono tutte a pianta quadrata, costruite con blocchi regolari di tufo di rilevanti dimensioni. Oltre alle già citate torri dei palazzi Sansoni e Floridi, ben visibile è la cosiddetta Tor di Valle[13], nella parte iniziale di via Garibaldi e la cosiddetta Torre di Corte, posta a metà di via del Corso, unico resto dell'antico palazzo di corte un tempo sede dell'amministrazione di giustizia della città. A ricordo di questo edificio resta ancora nella toponomastica il nome della via di corte. Altre due torri, sono sopravvissute essendo state inglobate nella struttura di due chiese: la prima è visibile sul fianco est della chiesa di San Pietro, l'altra invece sul fianco est della Chiesa di San Silvestro o del Carmine.
- Il Castello di Filissano.

### Siti archeologici

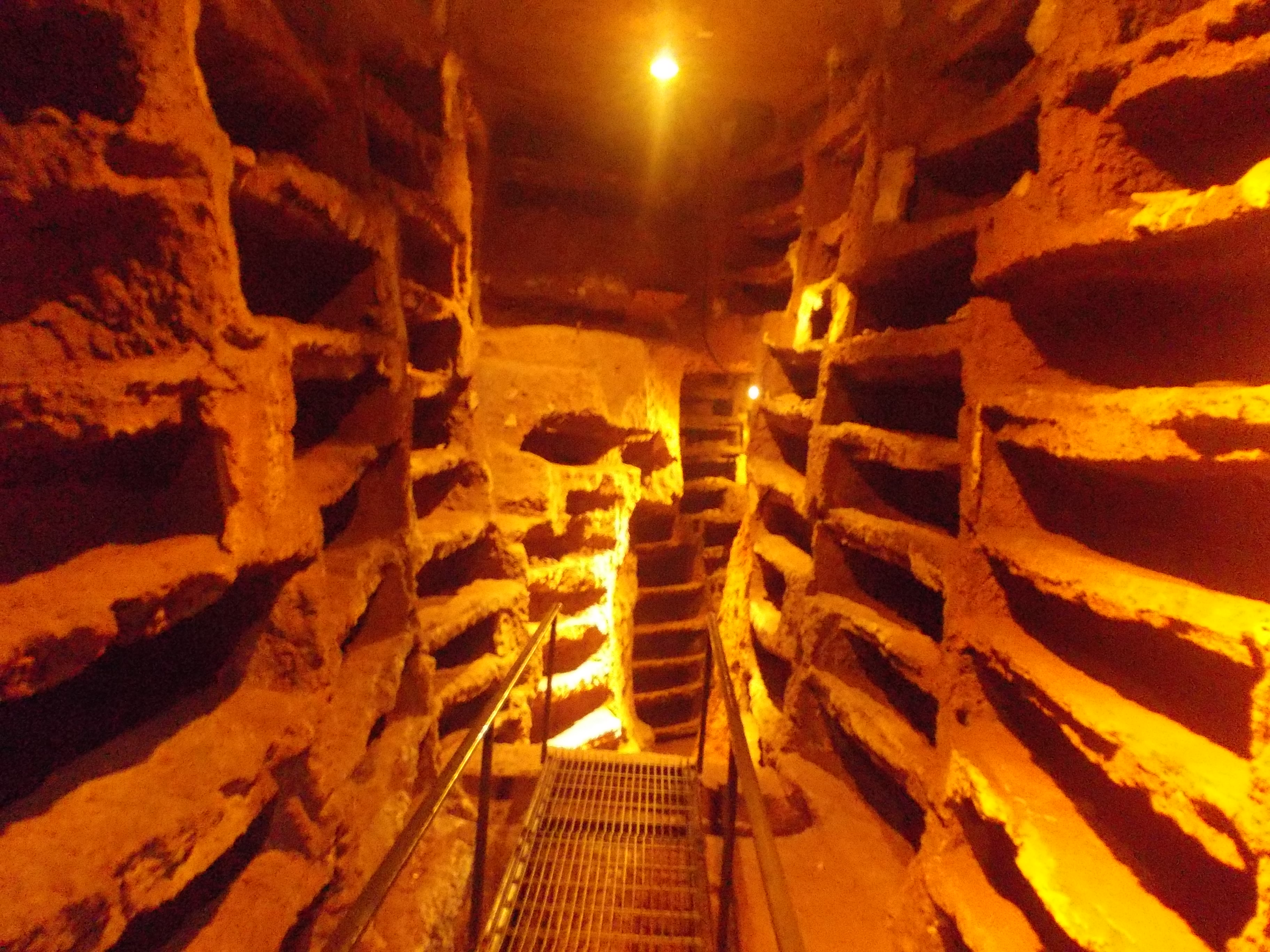
Loculi scavati nella catacomba di S. Savinilla.

- La Catacomba di Santa Savinilla è un complesso cimiteriale tardoimperiale posto nei pressi dell'attuale camposanto. Vi si accede dalla chiesa di San Tolomeo alle Sante Grotte. La catacomba è composta da tre gallerie principali e numerose altre ramificazioni. È considerato uno dei maggiori e più importanti complessi funerari dell'Italia centrale proprio per la sua monumentalità
- Le vie Cave o "Tagliate". Sono degli antichi percorsi scavati lungo le pareti tufacee delle forre, risalenti all'epoca falisca. Tagli perpendicolari in cui angusti percorsi si insinuano tra due alte pareti. La loro funzione, non ancora del tutto chiara, fu probabilmente a scopo culturale. Scavate in alto sulle pareti, numerose grotte, riutilizzate in epoche e con funzioni diverse, furono in epoca medievale cappelle ed eremi. Una delle vie cave meglio conservate e più impressionante per le dimensioni monumentali è sicuramente quella in loc. "Il Cardinale", che conduce alla loc. "La Massa", oggi facilmente percorribile grazie ad un percorso ecologico segnalato, che comincia appena fuori dalla porta del centro storico. Un'altra, resa in epoche recenti carrabile, è quella cosiddetta della "Corta di Ronciglione", che dal Piazzale della Bottata, appena sotto le mura urbane, guadagna il piano in direzione nord-ovest.
- La necropoli di "Tre Ponti". Posta al confine tra i comuni di Nepi, Fabrica di Roma, Castel Sant'Elia e Civita Castellana, si estende lungo il percorso dell'antica via Amerina-Annia, della quale si conservano ancora i resti di tre ponti di cui uno ancora intatto, risalenti al III secolo a.C. La necropoli, che ebbe genesi nello stesso periodo, era luogo di sepoltura per la città di Falerii Novi, insediamento costruito dopo la conquista romana del territorio falisco. Numerose sono le sepolture a dado, a portico, a colombario a camera, arcosoli e una piazzola sacra, dove si concentrano gli imponenti resti di alcuni mausolei. Tipologie che mostrano ancora il permanere delle soluzioni architettoniche tipiche delle popolazioni preromane, innestate poi in quelle che sono le soluzioni tipicamente romane, come i mausolei appunto. Ricche soluzioni scenografiche saranno allora adottate con la conquista romana, come ad esempio le false murature, le lesene e i capitelli, scolpiti direttamente nel tenero tufo locale. Rimarchevoli sono i resti in alcune sepolture di parte dell'intonaco originario, con ancora evidenti i pigmenti della decorazione parietale.

## Società

### Evoluzione demografica
Abitanti censiti

### Tradizioni e folclore
- Sant'Antonio Abate (17 gennaio). La processione serale con la statua del Santo culmina con la benedizione del tradizionale "Focarone", un'enorme pira di legno che arde tutto il giorno. Centinaia di persone si riuniscono poi attorno al fuoco benedetto per consumare insieme carne di maiale. La domenica successiva si svolge la sfilata dei carri allegorici per l'apertura del Carnevale[15] e la fiera di merci e bestiame.
- Riti della Settimana Santa. Il giovedì si svolge la visita ai "Sepolcri" (altari della reposizione), altari allestiti nelle varie chiese, decorati da ceri e fiori in cui si espone l'eucaristia nel giorno della sua istituzione. Il venerdì, invece, si dispiega la processione del "Cristo morto". La statua del Cristo deposto dalla croce e della Madonna Addolorata vengono portate in spalla per le vie del centro, dalle confraternite, in un silenzioso corteo funebre[16].
- Madonne di maggio. Ogni domenica di questo mese è dedicata ad uno specifico culto mariano. La prima è riservata alla Madonna dell'Immagine, popolarmente detta dei "Somarari", la cui celebrazione si svolge nella chiesa di San Bernardo. La seconda domenica è quella dedicata alla Madonna di Costantinopoli, anche detta "dei matti". In suo onore si svolge una festa nella piazzetta di San Giovanni, nel quartiere della Ripa e la tradizionale processione dei ceri. La terza domenica è riservata alla Madonna delle Grazie, la cui effigie si trova nell'omonima chiesetta. Seguono la Madonna del "Buon Consiglio", posta nella chiesa di San Tolomeo alle Sante Grotte, ed infine la Madonna della Salute in Cattedrale.
- Corpus Domini. Una solenne processione percorre le vie cittadine, lungo le quali gli abitanti stendono un elaborato tappeto di fiori. In questa occasione il grande "umbraculum"[17] simbolo della Basilica Cattedrale, viene trasportato accanto all'ostensorio, mentre dalle finestre piovono petali di fiori.

## Cultura
Biblioteca
Biblioteca comunale
Musei
Museo Civico Archeologico

### Cucina
- La lavorazione della carne di maiale costituisce da sempre un'attività tipica del territorio. A tal proposito vanno citati quantomeno i due salumi principali di questa tradizione: il "salame cotto"[19] e la "scapicollata".
- Notevole il pecorino romano prodotto nella zona, memore della pastorizia esercitata per secoli negli ampi spazi incolti di queste terre, caratterizzate da latifondi di proprietà in larga parte della Camera Apostolica e di pochi possidenti terrieri.
- Meritevole di un rilancio di produzione, ma oramai quasi estinta, è la "cipolla nepesina", causa tra l'altro dell'appellativo di "cipollari" ai nepesini, da parte degli abitanti dei paesi del circondario.
- Numerosi e variegati sono i dolciumi che durante l'anno caratterizzano alcune festività. Solo per citarne alcuni: i "fagottelli" natalizi, le "fave dei morti" da gustare accompagnate con la sambuca il giorno di Ognissanti.
- Singolare è la presenza nella tradizione gastronomica locale dell'"acquacotta", tipico piatto dei pastori degli Appennini, ma che qui ritroviamo per via della transumanza, che annualmente faceva transitare proprio per Nepi queste genti.

### Eventi
- Palio dei Borgia (prime tre settimane di Giugno). Giostra dei cavalli e torneo degli arcieri, in cui le quattro contrade nepesine si sfidano per aggiudicarsi l'ambito drappo. Il corteo storico rievoca la consegna del Ducato di Nepi a Lucrezia Borgia nel 1499.

## Economia
Con la caduta dello Stato pontificio e la ridistribuzione delle terre, si è assistito allo sviluppo di un'economia basata sull'agricoltura. Per decenni i mercati generali romani sono stati invasi dagli ortaggi prodotti da queste parti.

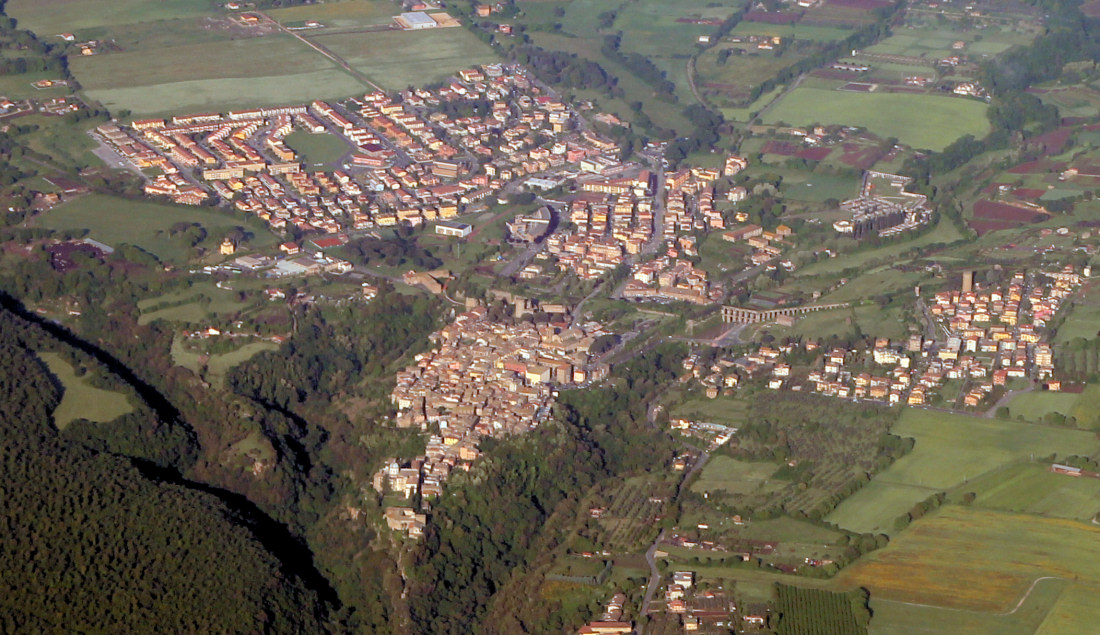
Veduta aerea dell'area urbana di Nepi. In primo piano, lo sperone tufaceo su cui sorge l'insediamento, a strapiombo sulle monumentali Forre

Un altro prodotto particolarmente apprezzato della città è il suo latte, esportato in tutto l'alto Lazio e a Roma.
Di seguito la tabella storica elaborata dall'Istat a tema Unità locali, intesa come numero di imprese attive, ed addetti, intesi come numero addetti delle unità locali delle imprese attive (valori medi annui).
|         | 2015                  |                              |                            |                |                       |                     | 2014                  |                | 2013                  |                |
| ------- | --------------------- | ---------------------------- | -------------------------- | -------------- | --------------------- | ------------------- | --------------------- | -------------- | --------------------- | -------------- |
|         | Numero imprese attive | % Provinciale Imprese attive | % Regionale Imprese attive | Numero addetti | % Provinciale Addetti | % Regionale Addetti | Numero imprese attive | Numero addetti | Numero imprese attive | Numero addetti |
| Nepi    | 637                   | 2,73%                        | 0,14%                      | 1 693          | 2,85%                 | 0,11%               | 641                   | 1 679          | 674                   | 1 703          |
| Viterbo | 23 371                |                              | 5,13%                      | 59 399         |                       | 3,86%               | 23 658                | 59 741         | 24 131                | 61 493         |
| Lazio   | 455 591               |                              |                            | 1 539 359      |                       |                     | 457 686               | 1 510 459      | 464 094               | 1 525 471      |

Nel 2015 le 637 imprese operanti nel territorio comunale, che rappresentavano il 2,73% del totale provinciale (23 371 imprese attive), hanno occupato 1 693 addetti, il 2,85% del dato provinciale (59 399 addetti); in media, ogni impresa nel 2015 ha occupato due persone (2,66).

### Agricoltura
L'acqua di Nepi
Nepi è particolarmente famosa per la sua acqua e per il motto della stessa: Nepe civitas, nobilis atque potens, in cuius fertilissimis agris balnea scaturiunt salutifera ("La città di Nepi, nobile e potente, nei cui campi fertilissimi sgorgano acque salutifere"). L'acqua sfocia nei prati di Nepi e grazie ad essa esiste l'industria Acqua di Nepi che esporta i suoi prodotti in tutta l'Europa.

## Infrastrutture e trasporti

### Strade
Nepi è collegata tramite la Strada Provinciale 77 Castel Sant'Elia, a Castel Sant'Elia.
È collegata a Roma tramite la Strada statale 2 Via Cassia

## Amministrazione
Nel 1928, a seguito del riordino delle circoscrizioni provinciali stabilito dal regio decreto n. 1 del 2 gennaio 1927, per volontà del governo fascista, con cui l'anno prima era stata istituita la provincia di Viterbo, Nepi passò dalla provincia di Roma a quella di Viterbo.
- Fa parte dell'Associazione nazionale città dell'olio.

| Periodo | Periodo | Primo cittadino | Partito                           | Carica  | Note |
| ------- | ------- | --------------- | --------------------------------- | ------- | ---- |
| 2019    |         | Franco Vita     | Lista civica (Noi & Voi per Nepi) | Sindaco |      |

## Sport
Hanno sede nel comune: la società ASD Atletica Nepi. e la società di calcio ASD Fortitudo Nepi, fondata nel 1938, che ha disputato campionati dilettantistici regionali.